# دونالد ديوي
دونالد ديوي (بالإنجليزية: Donald Dewey)‏ هو اقتصادي أمريكي، ولد في 27 مارس 1922، وتوفي في 4 مارس 2002.